# Filippo de Pisis
Filippo de Pisis, właśc. Luigi Tibertelli (ur. 8 maja 1896 w Ferrarze, zm. 2 kwietnia 1956 w Mediolanie) – włoski malarz, poeta i krytyk literacki.

## Życiorys
Studiował literaturę i filozofię na Uniwersytecie Bolońskim. W latach 1916–1920 tworzył pod wpływem malarstwa metafizycznego, później impresjonizmu, 1920-1925 pracował w Rzymie, a 1925-1939 w Paryżu. W 1943 osiadł w Wenecji. Był wybitnym pejzażystą, tworzył impresjonistyczne pejzaże i martwe natury utrzymywane w lirycznym nastroju o jasnym, świetlistym kolorycie. Pisał także ezoteryczno-filozoficzne utwory literackie. Jego główna praca to Pittura moderna z 1918. Pod koniec życia cierpiał na zaburzenie neurologiczne, w związku z czym leczył się w klinice neurologicznej, jednak nie przestał malować.